# هاينريش كريستيان بوي
هاينريش كريستيان بوي (بالألمانية: Heinrich Christian Boie) (19 يوليو 1744 - 3 مارس 1806) هو كاتب ألماني، عُيَّن محكمًا لأراضي شمال ديتمارشن.

## سيرته
وُلد في 19 يوليو 1744 في ملدورف ضمن دوقية هولشتاين. انتقل في عام 1769 إلى غوتينغن بعد دراسته للقانون في جامعة ينا، حيث أصبح واحدًا من العقول الرائدة في دشتربوند غوتنغن، كانت موهبته الشعرية متوسطة، ولكن معرفته الواسعة بالأدب، وذوقه وحكمه، جعلوه مصدر إلهام للآخرين.
عين مديرًا لمقاطعة سويدرديتمارشن في هولشتاين عام 1781 ، وبالاشتراك مع فريدريش فيلهلم جوتر، أسس في عام 1770 جوتنجن موزنالماناخ الذي قاده وحرره حتى عام 1775، وعندما قام بالتعاون مع كارل ويلهلم فون دوم (1751-1820)، قام بنشر متحف ألمانيا والذي أصبح واحدًا من أفضل المجلات الأدبية في ذلك الوقت. في عام 1776، أصبح بوي أمينًا لقائد الجيش في هانوفر.